# 齿舌栉孔扇贝
，是莺蛤目海扇蛤科锦海扇蛤属的一种。主要分布于印度尼西亚、中国大陆、台湾，常栖息在生活在浅海有珊瑚礁的沙质海底。